# The Rogue Prince
The Rogue Prince, ou, a King's Brother é uma novela de George R. R. Martin, publicada na antologia da Bantam Spectra de 2014, Rogues.  É ambientado no continente de Westeros da série A Song of Ice and Fire de Martin, centenas de anos antes dos eventos de A Guerra dos Tronos (1996). The Rogue Prince serve como uma prequela da novela de Martin de 2013, The Princess and the Queen, e se concentra no reinado de Viserys I Targaryen, desde a morte de seu avô Jaehaerys I Targaryen até a sua própria. 
A história narra a complicada evolução do relacionamento entre Viserys e Daemon, seu carismático e indisciplinado irmão mais novo, que é visto como anti-herói. Além disso, há o plano de Viserys de nomear Rhaenyra, sua filha de seu primeiro casamento, como a herdeira do Trono de Ferro. Embora Viserys faça isso, o nascimento de seus outros filhos em seu segundo casamento, constrói uma rivalidade dentro dos Targaryen que se desenrola em The Princess and the Queen.
A obra é apresentada como escrita pelo arquimeistre fictício Gyldayn, também "autor" de The Princess and the Queen, de Martin. 

## Enredo
Perto do fim do longo reinado do rei Jaehaerys I, uma crise de sucessão surge quando seu segundo filho, Baelon, morre, levando a um Grande Conselho para decidir quem deveria ser o herdeiro do velho rei. O filho mais velho de Jaehaerys, Aemon, também morreu alguns anos antes, deixando para trás uma filha chamada Rhaenys - mas há muitos que preferem Viserys, filho de 26 anos de Baelon, devido ao seu sexo. Apesar da lei de sucessão padrão que determina que os filhos do irmão mais velho devem vir em primeiro lugar, Viserys vence o conselho por uma proporção de vinte votos contra um e é declarado o herdeiro legítimo. Com a morte do velho rei, dois anos depois, Viserys o sucede no Trono de Ferro. O marido de Rhaenys é o poderoso senhor Corlys Velaryon, e isso afasta os Velaryons da corte real.
O rei Viserys, casado com Aemma da Casa Arryn, nomeia sua filha Rhaenyra como sua sucessora, à frente de seu temperamental irmão mais novo, Daemon (o "The Rogue Prince"). Esta decisão contradiz a nova lei de herança estabelecida no Grande Conselho, que deveria colocar um herdeiro masculino à frente de qualquer herdeiro feminino, mas a reputação de Daemon é tão escandalosa que o poderoso conselheiro de Viserys, Otto Hightower, concorda com ela. A rainha Aemma morre mais tarde no parto, de um filho que vive apenas um dia. Viserys mais tarde se casa novamente com Alicent Hightower, filha de Otto, e eles conseguem produzir um herdeiro homem, Aegon; mas Viserys nunca rescinde sua escolha de Rhaenyra para sucedê-lo. O rei e a rainha posteriormente tiveram uma filha (Helaena) e mais dois filhos (Aemond e Daeron).
Com o passar dos anos, uma rivalidade se desenvolve entre Rhaenyra e sua madrasta Alicent – e duas facções rivais da corte se desenvolvem em torno de cada uma delas. Em um grande torneio, Rhaenyra aparece usando um vestido preto Targaryen característico, enquanto Alicent usa um dos vestidos verdes que ela prefere. As duas facções rivais começam a copiar esse estilo de roupa, com os seguidores de Rhaenyra vestindo preto, e os apoiadores de Alicent/Aegon vestindo verde - levando os dois grupos a serem apelidados de "os Pretos e os Verdes". Enquanto isso, os Velaryons permanecem como uma terceira facção importante, mas excluídos do poder na corte real. Devido às suas aventuras no Extremo Oriente, Corlys Velaryon ainda é um dos homens mais ricos de Westeros - e, eventualmente, o isolado Daemon se une a Casa Velaryon também, casando-se com Laena, filha de Corlys e Rhaenys (produzindo duas filhas, Baela e Rhaena).
Juntos, Daemon e Corlys lançam uma guerra por procuração na cadeia de ilhas dos Degraus, formando um exército de mercenários para conquistar território de enclaves piratas - auxiliados pela grande frota Velaryon e pelo dragão de Daemon, Caraxes, que logo ganha a reputação de "a Serpente de Sangue", que é endurecido pela batalha por todo o sangue que derramou. Daemon é brevemente coroado como o novo rei dos Degraus (governando principalmente os piratas), mas isso faz com que outras potências regionais fiquem cautelosas. Depois de derrotar Volantis a leste, as outras Cidades Livres do sul – Lys, Myr e Tyrosh – deixaram de lado suas diferenças para se unirem como uma aliança tripla com um governo compartilhado, chamado de “o Reino das Três Filhas” de Valíria ou “a Triarquia". A Triarquia no extremo leste da cadeia de ilhas alia-se à independente Dorne no extremo oeste dos Degraus, e nos anos seguintes eles aplicam cada vez mais pressão sobre o mini-reino de Daemon até que ele se canse do conflito e se retire para Porto Real.
Enquanto isso, a obstinada jovem Rhaenyra está apaixonada por sor Criston Cole da Guarda Real, mas através de circunstâncias pouco claras há rumores de que ela está em um relacionamento com sor Harwin Strong. Pressionada pelo pai, Rhaenyra acaba se submetendo a um casamento arranjado com o primo Laenor Velaryon (filho de Corlys, irmão de Laena). O casamento deles é infeliz, já que Laenor é um homossexual. Rhaenyra dá à luz três filhos, mas nenhum deles tem as características clássicas de Targaryen, cabelos loiros prateados e olhos roxos - e uma semelhança "coincidente" com Harwin Strong que, combinada com rumores generalizados sobre a sexualidade de Laenor, leva os Verdes a sussurrar rumores persistentes de que eles são realmente bastardos gerados por Harwin Strong.
A animosidade entre Rhaenyra e Alicent também coloca seus filhos em conflito um com o outro. Em rápida sucessão, Laena morre após um natimorto e então Laenor morre em uma briga suspeita. No funeral de Laena, os filhos de Rhaenyra brigam com o filho de Alicent, Aemond, quando ele tenta reivindicar o dragão de Laena, Vhagar: quando o Aemond mais velho começa a dominá-los, um deles puxa uma faca, terminando com Aemond perdendo um olho, mas conseguindo reivindicar Vhagar - o maior dragão vivo.
Não muito tempo depois, o reino fica chocado ao saber que Rhaenyra e seu tio Daemon se casaram novamente, sem pedir permissão a Viserys. Isso une os distantes Velaryons à facção dos Pretos de Rhaenyra, e eles se tornam um de seus maiores apoiadores contra os Verdes. Eles têm dois filhos — outro Aegon e Viserys. O filho de Alicent, Aegon, também se casa com sua irmã Helaena. Eles produzem gêmeos, Jaehaerys e Jaehaera, e um terceiro filho chamado Maelor. Os Hightowers, entretanto, continuam sendo os maiores apoiadores do Aegon de Alicent, e seu pai, Otto, torna-se Mão do Rei por muitos anos. Os Hightower sussurram cada vez mais que, de acordo com o Grande Conselho após a morte de Jaehaerys I, um herdeiro homem deveria vir antes de uma mulher e, portanto, Aegon deveria herdar o trono antes de Rhaenyra - embora o próprio Otto uma vez tenha ignorado esse precedente do conselho quando ele queria que a jovem Rhaenyra fosse a herdeira antes de seu tio Daemon (uma hipocrisia que não passou despercebida aos Pretos). Os seguidores de Rhaenyra também contestam que se o Grande Conselho tivesse seguido a herança padrão, a filha de Aemon, Rhaenys, ainda deveria ter herdado antes do filho de Baelon, Viserys, caso em que os filhos de Rhaenyra com Laenor estariam à frente de Aegon de qualquer maneira (o que apenas encoraja os Verdes a dobrarem a  a acusação de que eles são realmente bastardos).
A subsequente morte do rei Viserys - em sua cama, devido à velhice e problemas de saúde - prepara o cenário para The Princess and the Queen e a eclosão da Dança dos Dragões.

## Desenvolvimento
A princípio, a história deveria ter sido incluída no livro complementar The World of Ice & Fire, mas foi removida porque o livro estava se tornando muito longo para o conceito original de um livro totalmente ilustrado. Ela e várias outras histórias apareceram em versões resumidas em outras antologias. 

## Adaptação
Uma adaptação televisiva baseada no enredo de The Rogue Prince foi anunciada pela HBO em outubro de 2019. A série foi intitulada House of the Dragon e serve como spin-off de Game of Thrones. Os produtores executivos são Martin, Vince Gerardis, Ryan Condal e Miguel Sapochnik, onde Condal e Sapochnik atuaram como showrunners da série.  O segundo episódio da primeira temporada da série foi intitulado com o mesmo nome da novela. Todos os eventos narrados em The Rogue Prince foram todos adaptados, mesmo com algumas mudanças, na primeira temporada da série.

## Links externos
- McGovern, Bridget (3 de junho de 2014). «Feuding Targaryens: A Non-Spoiler Review of George R. R. Martin's The Rogue Prince, or, A King's Brother». Tor.com. Consultado em 12 de junho de 2014